# Curepto
Curepto ist eine Stadt und Gemeinde in der Provinz Talca in der Región del Maule in Chile. Bei der Volkszählung im Jahr 2017 hatte sie 9448 Einwohner. Die Gemeinde erstreckt sich über eine Fläche von 1073,8 km².

## Geografie
Die Gemeinde Curepto liegt im westlichen Teil der Región del Maule. Das Gemeindegebiet reicht vom Río Mataquito im Norden bis zum Río Huenchullami im Süden und grenzt im Westen an den Pazifik. Talca liegt etwa 74 Kilometer östlich.
Die Geografie ist geprägt durch die Küstenkordillere, ein fruchtbares Flusstal entlang des Río Mataquito sowie eine schmale Küstenebene, die touristisch genutzt wird. Die durchschnittliche Höhe beträgt etwa 10 Meter über dem Meeresspiegel.
Curepto ist über mehrere Landstraßen mit der Region verbunden. Die wichtigste Verkehrsachse ist die Ruta K-60, die die Verbindung nach Talca herstellt. Der Großteil des Wegenetzes besteht aus unbefestigten Straßen, deren Zustand überwiegend schlecht ist.

## Bevölkerung
Laut der Volkszählung des Nationalen Statistikinstituts von 2002 hatte Curepto 10.812 Einwohner; davon lebten 3157 (29,2 %) in städtischen Gebieten und 7655 (70,8 %) auf dem Land. Zu dieser Zeit gab es 5784 Männer und 5028 Frauen. Die Bevölkerung sank zwischen den Volkszählungen von 1992 und 2002 um 12 % (1473 Personen). Im Jahr 2017 zählte man 9448 Personen.